# Saint-Maurice-Navacelles
Saint-Maurice-Navacelles é uma comuna francesa na região administrativa de Occitânia, no departamento de Hérault. Estende-se por uma área de 68,6 km². Em 2010 a comuna tinha 195 habitantes (densidade: 2,8 hab./km²).